# Tóth Nikolett (kézilabdázó)
Tóth Nikolett (Budapest, 2001. július 13. – ) Európa-bajnoki bronzérmes magyar válogatott kézilabdázó, irányító, a Vasas SC játékosa.

## Pályafutása

### Klubcsapatokban
Tóth Nikolett az Óbudai Sportiskolában ismerkedett meg a kézilabda alapjaival. 2011-től a Ferencvárosi TC utánpótláscsapataiban játszott. 15 éves korától már rendszeres lehetőséget kapott a felnőtt másodosztályban. Az NB1-ben 2018-ban mutatkozott be az FTC csapatában. Jelentősebb játékidőt az élvonalban a 2018–2019-es szezonban kapott, amelyet az MTK csapatánál töltött kölcsönben. Ebben az időszakban néhány mérkőzésen a Bajnokok Ligájában is pályára lépett a ferencvárosi csapatban. Tagja volt a 2020–2021-es szezonban magyar bajnok csapatnak, 24 mérkőzésen 26 gólt ért el. 2022–2024 között Mosonmagyaróváron szerepelt kölcsönben, amely csapattal az EHF-Európa-liga csoportkörében is játszott. 2024-ben igazolt a Debreceni VSC csapatához.

### A válogatottban
Tagja volt a 2019-ben junior Európa-bajnoki címet szerző csapatnak. A felnőttválogatottban 2024. novemberében játszott először, egy Szlovákia elleni felkészülési mérkőzésen az Európa-bajnokság előtt. A decemberi Európa-bajnokságon a magyar válogatott 12 év után újból bronzérmet szerzett a kontinenstornán, amelynek ő is tagja volt.

## Sikerei, díjai
- Magyar bajnok: 2021
- Junior Európa-bajnok: 2019